# Као Ким Хоурн
Као Ким Хурн CM (кхмерский: កៅ គឹមហួន, латинизированный: Кау Ком Хуон [kaw kɨm huən]; родился 28 мая 1966 года) — генеральный секретарь Ассоциации государств Юго-Восточной Азии (АСЕАН). Ранее он два срока занимал должность министра-делегата при премьер-министре Королевства Камбоджа (2013—2022 годы) и два срока на посту государственного секретаря Министерства иностранных дел и международного сотрудничества Камбоджи (2003—2013 годы). Доктор Као является членом Высшего национального экономического совета, старшим научным сотрудником Института Джеффри Чеа по Юго-Восточной Азии и членом Глобального совета Азиатского общества. 
Получив образование в Соединённых Штатах, Као вернулся в Камбоджу в 1993 году и работал на камбоджийской государственной службе и в аналитических центрах. Он сыграл важную роль во вступлении Камбоджи в АСЕАН в 1999 году, работал советником Министерства иностранных дел и международного сотрудничества с 2001 по 2003 год и государственным секретарем Министерства иностранных дел и международного сотрудничества с 2004 по 2013 год.

## На должности Генеральный секретарь АСЕАН
В августе 2022 года на пленарном заседании 55-го совещания министров иностранных дел АСЕАН было принято решение о том, что Као Ким Хорн станет следующим генеральным секретарем этой организации вместо Лим Джок Хоя из Брунея, занимавшего эту должность с 1 января 2018 года.
9 января 2023 года Као Ким Хорн официально вступил в должность на церемонии в Джакарте. Он стал первым в истории гражданином Камбоджи, занявшим этот пост
.